# Brahmaeidae
Brahmaeidae este o familie de molii din ordinul Lepidoptera order. Familia este alcătuită din 7 genuri și aproximativ 40 de specii.

## Genuri
- Acanthobrahmaea
- Brachygnatha
- Brahmaea
- Brahmidia
- Calliprogonos
- Dactyloceras
- Spiramiopsis